# 1984年サラエボオリンピックのスイス選手団
1984年サラエボオリンピックのスイス選手団（1984ねんサラエボオリンピックのスイスせんしゅだん）は、1984年2月8日から2月19日までユーゴスラビア（現・ボスニア・ヘルツェゴビナ）のサラエボで開催された1984年サラエボオリンピックのスイス選手団、およびその競技結果。

## 概要
今大会では金メダル2個、銀メダル2個、銅メダル1個の計5個のメダルを獲得した。

## メダル
| メダル | 選手名                                                                                      | 競技           | 種目        |
| ------ | ------------------------------------------------------------------------------------------- | -------------- | ----------- |
| 金     | マックス・ユーレン                                                                          | アルペンスキー | 男子大回転  |
| 金     | ミケラ・フィジーニ                                                                          | アルペンスキー | 女子滑降    |
| 銀     | ペーター・ミュラー                                                                          | アルペンスキー | 男子滑降    |
| 銀     | マリア・ヴァリザー                                                                          | アルペンスキー | 女子滑降    |
| 銅     | シルビオ・ジョベリーナ ハインツ・シュテットラー ウルス・ザルツマン リコ・フライヤーミュース | ボブスレー     | 男子4人乗り |